# Trust (Kevin & Yade Lauren)
Trust is een lied van de Nederlandse rapper Kevin en de Nederlandse zangeres Yade Lauren. Het werd in 2023 als single uitgebracht en stond in hetzelfde jaar als zevende track op het album Wonderland van Kevin.

## Achtergrond
Trust is geschreven door Kevin de Gier, Jade Lauren Clevers, Joey Moehamadsaleh, Charnett Reemnet, Jarmo Lopulissa en Rafael Maijnard en geproduceerd door Jordan Wayne en Zerodix. Het is een nummer uit het genre nederhop. In het lied zingt de liedverteller over een relatie, waarin degene de ander niet vertrouwt en weet dat hij of zij mogelijk vreemdgaat, maar waarin de liedverteller toch de ander mist en met diegene wil zijn.
Het is niet de eerste keer dat Kevin en Yade Lauren met elkaar samenwerken. Dit deden zij eerder al op Gold chain, Als ik je niet zie, Praat met mij, Samen en Swim deep. De single heeft in Nederland de gouden status.

## Hitnoteringen
De artiesten hadden succes met het lied in Nederland. Het piekte op de eerste plaats van de Single Top 100 en stond één week op deze positie. In totaal was het vijftien weken in deze hitlijst te vinden. In de Nederlandse Top 40 kwam het tot de negentiende positie in de vijf weken dat het in de lijst stond.